# عثمان الخطيب الموصلي
عثمان الخطيب الموصلي (1089-بعد 1147هـ/1678-بعد 1734م) هو شاعر من الموصل.
هو عثمان بن يوسف بن عز الدين الخلوتي القادري الخطيب الموصلي. يعتبر من أبلغ شعراء عصره. تزهد وتصوف وحج سنة 1147 له (ديوان الموصلي - مخطوط) في خزانة الأوقاف ببغداد. درس على يد خير الله محمود العمري.
وقد ترجمه المُرادي وقال عنه:
.

## شعره
له ما يزيد على الخمسين موشحا اشهرها الموشح المسمى «سلسلة الرست» ويتألف من أربع قطع ومطلعه «صلوا على طه الحبيب الرحمن».
وهو القائل:
وله أيضا:
وله أيضا:
وله أيضا: